# Bezant

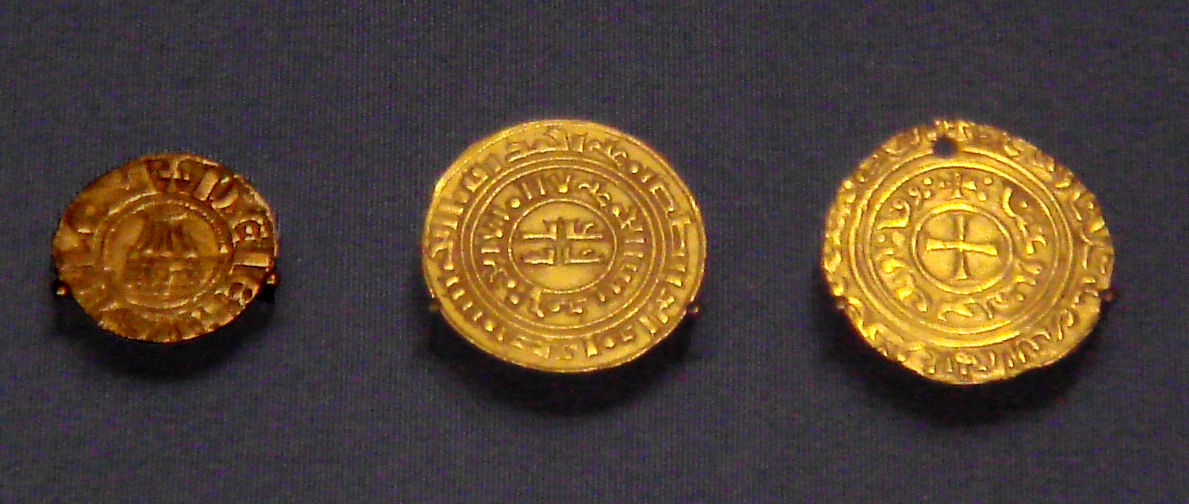
Kreuzfahrermünzen des Königreichs Jerusalem: Denier im europäischen Stil mit Heiligem Grab (1162–1175); Kufischer Goldbezant (1140–1180); Goldbezant mit christlichem Symbol (1250er Jahre) (British Museum). Goldmünzen waren zunächst Kopien von Dinaren und trugen kufische Schrift, doch nach 1250 wurden auf päpstliche Beschwerden christliche Symbole hinzugefügt.

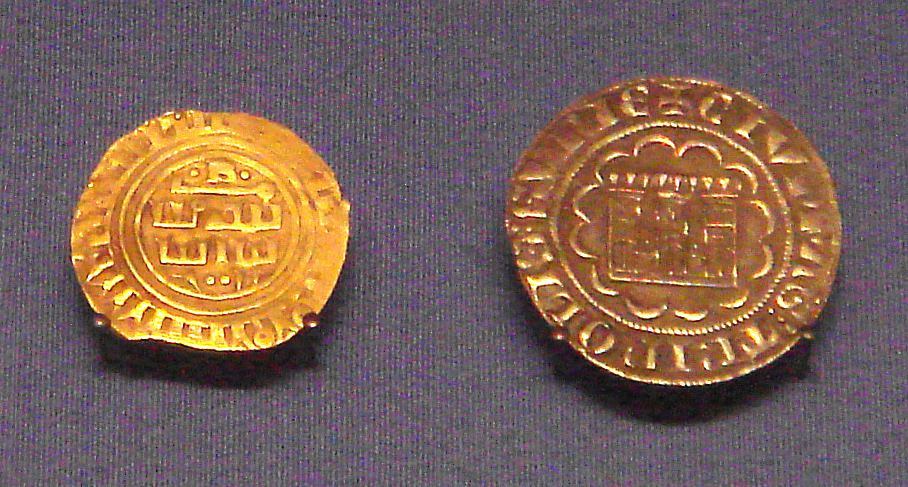
Goldbezant der Grafschaft Tripolis auf Arabisch (1270–1300) und Silbergross aus Tripolis (1275–1287). British Museum

Im Mittelalter wurde der Begriff Bezant (altfranzösisch besant, von lateinisch bizantius aureus) in Westeuropa zur Beschreibung mehrerer Goldmünzen des Ostens verwendet, die letztlich alle vom römischen Solidus abgeleitet waren. Das Wort selbst kommt vom griechischen Byzantion, dem antiken Namen von Konstantinopel, der Hauptstadt des Byzantinischen Reiches.
Die ursprünglichen Bezants waren die von der Regierung des Byzantinischen Reiches hergestellten Goldmünzen, zunächst die Nomisma und ab dem 11. Jahrhundert die Hyperpyron. Später wurde der Begriff für die von islamischen Regierungen produzierten Golddinare verwendet. Die im Königreich Jerusalem und der Grafschaft Tripolis geprägten Goldmünzen wiederum wurden als „sarazenische Bezants“ bezeichnet, da sie dem Golddinar nachempfunden waren. Im Königreich Zypern wurde eine ganz andere Elektronmünze geprägt, die auf der byzantinischen Trachy basiert und „weißer Bezant“ genannt wird.
Der Begriff Bezant in Bezug auf Münzen ist in Quellen aus dem 10. bis 13. Jahrhundert üblich. Danach wurde es hauptsächlich als Rechnungsgeld sowie in literarischen und heraldischen Zusammenhängen eingesetzt.

## Geschichte
Goldmünzen wurden im frühmittelalterlichen Westeuropa bis zum späten 13. Jahrhundert nur selten geprägt; Silber und Bronze waren die Metalle der Wahl für Geld. Goldmünzen wurden fast kontinuierlich von den Byzantinern und mittelalterlichen Arabern hergestellt. Diese zirkulierten in geringer Zahl im westeuropäischen Handel und stammten aus den Münzprägeanstalten des östlichen Mittelmeerraums. In Westeuropa waren die Goldmünzen der byzantinischen Währung hoch geschätzt. Diese Goldmünzen wurden allgemein als Bezants bezeichnet. Die ersten Bezants waren die byzantinischen Solidi-Münzen; später wurde der Name auf die Hyperpyra angewendet, die im späten 11. Jahrhundert in Konstantinopel die Solidi ersetzte. Der Name Hyperpyron wurde von den spätmittelalterlichen Griechen verwendet, während der Name Bezant von den spätmittelalterlichen lateinischen Kaufleuten für dieselbe Münze verwendet wurde. Die Italiener verwendeten für dieselbe Münze auch den Namen perpero oder pipero.
Im Mittelalter ab dem 12. Jahrhundert (wenn nicht früher) bezeichnete der westeuropäische Begriff „Bezant“ auch die von islamischen Regierungen geprägten Gold-Dinar-Münzen. Die islamischen Münzen waren ursprünglich in den ersten Jahren nach dem Aufkommen des Islam dem byzantinischen Solidus nachempfunden. Der Begriff Bezant wurde in der spätmittelalterlichen Republik Venedig für den ägyptischen Golddinar verwendet. Marco Polo verwendete den Begriff Bezant im Bericht über seine Reisen nach Ostasien, als er die Währungen der Yuan-Dynastie um das Jahr 1300 beschrieb. Ein italienisches Kaufmannshandbuch aus der Zeit um 1340, Pratica della mercatura von Pegolotti, verwendete den Begriff Bisant für Münzen Nordafrikas (einschließlich Tunis und Tripolis), Zyperns, Armeniens und Täbris (im heutigen Nordwesten Irans), während für den byzantinischen Bizantiner der Begriff Perpero/Pipero verwendet wurde.
Obwohl sich das mittelalterliche Bezant normalerweise auf eine Goldmünze bezog, wurde in einigen mittelalterlichen lateinischen Texten darauf hingewiesen, dass es auch für Silbermünzen verwendet wird. Diese silbernen Bezants wurden oft „weiße Bezants“ genannt. Gelegentlich wurden sie im Lateinischen auch „miliaresion bezants“/„miliarense bezants“ genannt. Wie die Goldbezants waren auch die Silberbezants per Definition Ausgaben der byzantinischen oder einer arabischen Regierung und nicht einer lateinischen Regierung, und die Verwendung des Begriffs war auf den lateinischen Westen beschränkt.

## Bezants in der Heraldik
In der Heraldik wird eine goldene Kugel in Anlehnung an die Münze als Bezant bezeichnet.

Banner des Herzogtums Cornwall mit fünfzehn Bezants
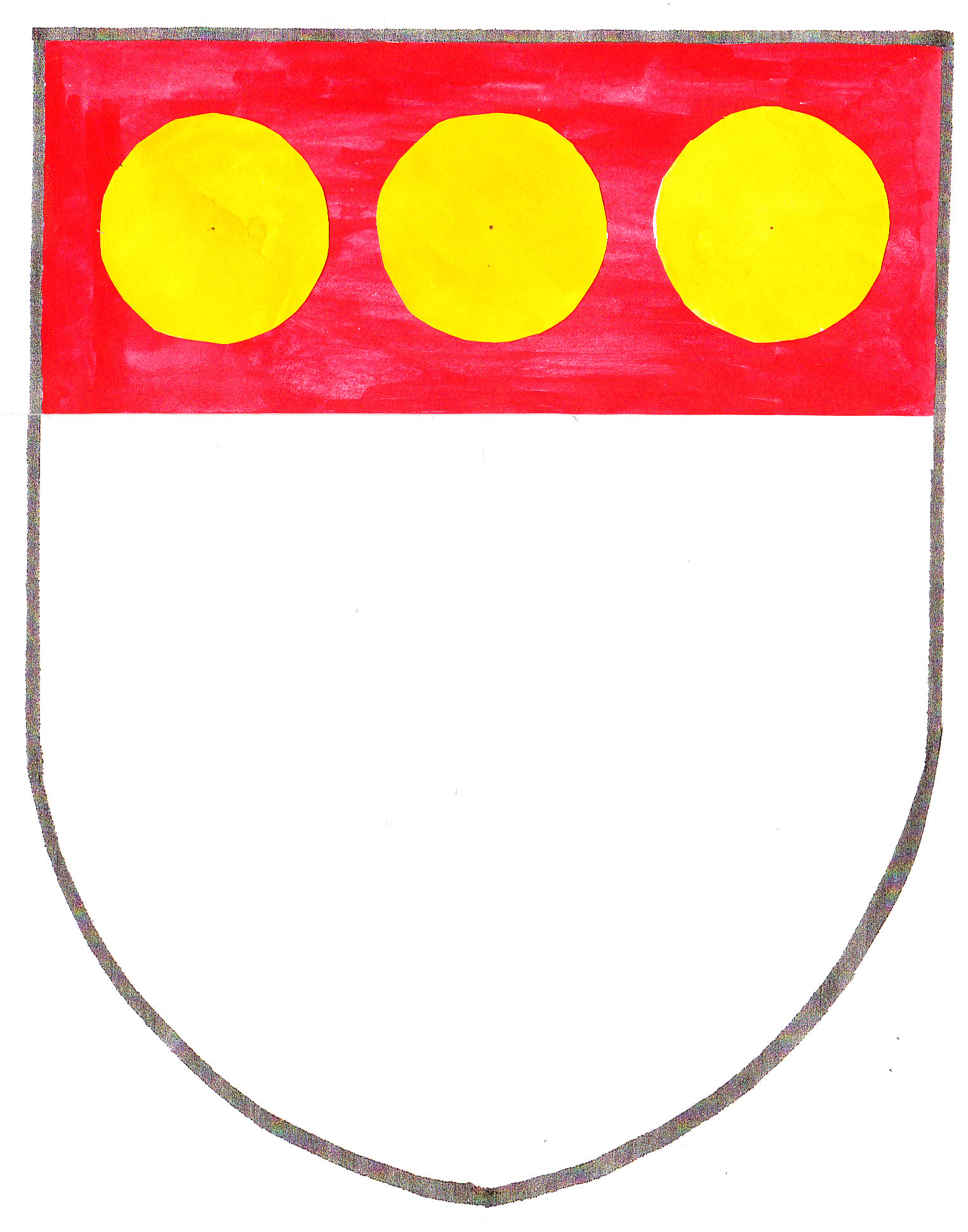
Wappen von Sir John Russell, einem englischen Höfling aus dem 13. Jahrhundert.
Wappen von William Pitt dem Jüngeren